# 路面電車紀行
『路面電車紀行』（ろめんでんしゃきこう）は、世界各都市の路面電車を紹介する鉄道番組で、これまでにヨーロッパ編、アジア・オセアニア編と日本編が放送されている。
各放送局は放送番組センターから配給を受けることが多い。

## 放送された都市・事業者

### ヨーロッパ編
1998年前後に製作されており、紹介されている都市はドイツを始め、西欧がほとんどである。
- ウィーン
- アムステルダム（トラム）
- カールスルーエ
- ストラスブール、グルノーブル
- ミュンヘン、シュトゥットガルト
- フライブルク、フランクフルト（フランクフルト地下鉄）
- マンハイム
- ケルン（ケルンLRT）
- ハイデルベルク
- ミラノ、ブリュッセル
- チューリッヒ
- オスロ
- バーゼル、ベルン

1回の放送で2都市が紹介される場合もある。

### アジア・オセアニア編
ハイビジョン制作であり、アナログ放送ではレターボックス形式で表示される。
- シドニー
- 香港
- 大連
- 札幌市、鹿児島市
- クライストチャーチ
- 長春
- イスタンブール
- 富山市・高岡市　※富山ライトレール、万葉線を放送　（富山地方鉄道は紹介されず）
- メルボルン
- コルカタ
- ウラジオストク
- タシケント
- アデレード

### 日本編
- 函館市交通局
- 札幌市電
- 東京　世田谷線、荒川線
- 富山地方鉄道富山軌道線、福井鉄道
- 豊橋市（豊橋鉄道）
- 京福電気鉄道
- 岡山電気軌道
- 広島電鉄
- 伊予鉄道
- 土佐電気鉄道
- 長崎電気軌道
- 熊本市交通局

## 放送局

### ヨーロッパ編
（以前放送されていた局）
- 東京メトロポリタンテレビジョン （2007年3月まで毎週日曜7:45～8:00）
- 千葉テレビ放送
- 岐阜放送
- テレビ埼玉
- テレビせとうち
- 山形放送
- 奈良テレビ放送
- サガテレビ
- JCN系列の一部のコミュニティチャンネル（2007年4月～6月）　※放送番組センター配給の表示は無い。

ほか

### アジア・オセアニア編
- テレビ埼玉 毎週日曜10:00～10:15（2007年4月1日から9月まで。同年12月再開）
- BS11デジタル
- tvk 不定期
- 鉄道チャンネル 不定期（2012年10月から2013年11月まで）
- 食と旅のフーディーズTV（2013年10月1日から）

（以前放送されていた局）
- 東京メトロポリタンテレビジョン（MXTV）毎週日曜7:45～8:00（2007年4月1日から9月まで）
- 群馬テレビ
- 沖縄テレビ放送

### 日本編
2005年頃以降、関東地区では放送されていない。
なお、2007年5月よりYahoo!動画で公開されている（同年11月までの予定）。

## スタッフ

### ヨーロッパ編
- 企画・制作：トーキョーヴィジョン、スターランド・コミュニケーション、ヴイワン
- ナレーターは女性だが、氏名の表示は無い。

### アジア・オセアニア編
- ナレーター：田村真紀
- 企画・制作：トーキョーヴィジョン　高橋淳、吉森崇夫

### 日本編
- ナレーター：深水由美
- 企画・制作：トーキョーヴィジョン